# Isaac Mbenza
Isaac Mbenza (* 8. März 1996 in Saint-Denis, Frankreich) ist ein belgischer Fußballspieler. Der Stürmer steht seit März 2022 beim belgischen Erstdivisionär Sporting Charleroi unter Vertrag.

## Karriere

### Verein
Mbenza wurde im französischen Saint-Denis geboren. Mit seiner kongolesischstämmigen Familie übersiedelte er bereits mit fünf Jahren nach Belgien. Seine ersten fußballerischen Schritte machte er beim Hauptstadtverein FC Brüssel. Nach einem Jahr beim KV Mechelen, ging er 2012 zurück nach Frankreich, wo er sich dem FC Valenciennes anschloss. Bereits 2013 erhielt er seine ersten Einsätze in der Reservemannschaft, dennoch dauerte es zum 6. Februar 2015 an, bis er sein Debüt für die Herrenmannschaft in der Ligue 2 gab. Im Spiel gegen den AJ Auxerre wurde er in der Schlussphase eingewechselt. Sein erstes Tor erzielte er am letzten Spieltag der Saison 2014/15, beim 2:1-Heimsieg gegen den GFC Ajaccio. In der folgenden Spielzeit 2015/16 war er bereits die erste Wahl im Sturm der Nordfranzosen. In 35 Ligaeinsätzen traf er sechsmal und assistierte bei drei weiteren Toren.
Am 27. Juli 2016 verließ er den FC Valenciennes und wechselte zum belgischen Erstligisten Standard Lüttich. Sein erstes und einziges Tor für die Rouges erzielte er am 11. Dezember, beim 3:0-Heimerfolg gegen den KVC Westerlo. Er stand in allen sechs Gruppenspielen der Europa League 2016/17 auf dem Platz, in der Standard als Tabellendritter vorzeitig aus dem Wettbewerb ausschied.
Bereits in der Winterpause 2017 kehrte er Belgien wieder den Rücken und ging zurück nach Frankreich, wo er beim HSC Montpellier einen Vertrag bis 2020 unterzeichnete. Sein Debüt in der Ligue 1 bestritt er am 4. Februar gegen den SC Bastia. Bereits eine Woche später traf er beim 3:0-Auswärtserfolg beim AS Nancy doppelt. Bis zum Saisonende 2016/17 erzielte er einen weiteren Treffer. In der folgenden Saison 2017/18 stand er in allen 38 Ligaspielen auf dem Platz, in denen er achtmal netzten konnte. In Pokalbewerben traf er zwei weitere Male.
Am englischen Deadline-Day zur Saison 2018/19 wechselte er in einem Leihgeschäft zum Erstligisten Huddersfield Town. Sein Ligadebüt für die Terriers gab er am 25. August 2018 beim torlosen Unentschieden gegen Cardiff City. In dieser Spielzeit absolvierte er 22 Ligaspiele, in denen er ein Tor erzielte. Mit Huddersfield musste er den Gang in die EFL Championship antreten, verblieb aber beim Verein, da dieser seiner Kaufoption aktivierte. In der Spielzeit 2019/20 kam er bis Ende Januar 2020 nur zu fünf Einsätzen in der Liga.
Am 31. Januar 2020 wechselte er auf Leihbasis bis Saisonende zum französischen Erstligisten SC Amiens. Da die Saison 2019/20 aufgrund der COVID-19-Pandemie verkürzt wurde, bestritt er auch dort nur drei Ligaspiele und stieg mit dem Verein in die Ligue 2 ab. Nach Ende der Ausleihe gehörte er in der Saison 2020/21 wieder zum Kader von Huddersfield Town. Nachdem er in den ersten Spielen der neuen Saison nicht zum jeweiligen Spieltagskader gehörte, einigte er sich im September 2021 mit Huddersfield, dass sein Vertrag aufgelöst wurde. Mbenza wechselte nach Katar zum Qatar SC, wo er einen Vertrag für die laufende Saison bis Ende Januar 2022 unterschrieb. Er bestritt 10 von 13 möglichen Ligaspielen für Qatar sowie zwei Pokalspiele. Nach Ablauf der Saison verlängerte er den Vertrag nicht, so dass er zunächst ohne Vertrag war.
Mitte März 2022 unterschrieb er beim belgischen Erstdivisionär Sporting Charleroi einen Vertrag für die restlichen drei Spiele der Hauptrunde der Saison 2021/22 sowie die Play-off-Runde, für die Charleroi zu diesem Zeítpunkt qualifiziert war. Er bestritt dann in der restlichen Saison alle möglichen neun Ligaspiele. Sein Vertrag wurde dann für die Saison 2022/23 verlängert. In der nächsten Saison waren es alle 34 möglichen Ligaspiele, in denen er vier Tore schoss, sowie ein Pokalspiel.
Ende Juni 2023 wurde sein Vertrag erneut, diesmal um drei Jahre mit der Option einer weiteren Verlängerung um ein Jahr, verlängert. In der Saison 2023/24 wurde er bei 27 von 36 möglichen Ligaspielen eingesetzt, wobei er ein Tor erzielte. In der nächsten Saison waren es 36 von 41 möglichen Ligaspielen, in denen er drei Tore schoss, sowie ein Pokalspiel.

### Nationalmannschaft
Mbenza repräsentierte Belgien in U-17-, U-19- und U-21-Auswahlen. Für die U-21-Nationalmannschaft bestritt er 12 Einsätze, in denen ihm zwei Treffer gelangen.